# Angelo Panara
Angelo Panara (Rosate, 13 aprile 1937 – Pieve Porto Morone, 15 giugno 2007) è stato un allenatore di calcio e calciatore italiano, di ruolo terzino.
È morto il 15 giugno 2007, dieci giorni dopo che un attacco di cuore lo aveva colpito mentre era alla guida della sua auto.
Si sposò nel 1965 a Bari con Clara, da cui ebbe in seguito due figli, Riccardo e Alberto. Terminata la carriera calcistica, Angelo aprì un panificio nel 1968 a Bressana Bottarone dove abitò fino al 1984. Negli ultimi anni si trasferì con la moglie a Pieve Porto Morone.

## Carriera

### Giocatore
Cresciuto nella Rosatese, passa nel 1955 al Legnano, club con cui esordisce in Serie B. Con i lombardi disputa due stagioni tra i cadetti e tre in Serie C. Nel 1960 passa al Parma, club con cui gioca due stagioni in Serie B.

Panara (accosciato, secondo da sinistra) nel Legnano del 1956-1957

Nel 1962 si trasferisce in Puglia, al Bari. Con i galletti ottiene il secondo posto della Serie B 1962-1963, conquistando la promozione in massima serie. In Serie A esordisce 15 settembre 1963, nella sconfitta per 3-1 casalinga dei baresi contro la Roma. Con la sua società Panara retrocederà tra i cadetti al termine della stagione, chiusa all'ultimo posto. La stagione seguente si concluderà con un nuovo declassamento, questa volta in Serie C.
Nel 1965 si trasferisce al Genoa, appena retrocesso dalla massima serie, con cui esordisce nella sconfitta esterna per 2-1 contro il Verona del 17 ottobre 1965. Con i rossoblu gioca due stagioni tra i cadetti, collezionando 5 presenze. Nel 1967 passa alla Sanremese, società in cui militerà una sola stagione, ottenendo il quarto posto del Girone A della Serie D 1967-1968.
Chiude la carriera agonistica al Bressana, formazione lombarda militante nelle leghe inferiori.

### Allenatore
Ritiratosi dall'attività agonistica divenne allenatore del Bressana.